# 모범형사 2
《모범형사 2》는 2022년 7월 30일부터 2022년 9월 18일까지 방송된 JTBC 주말 드라마다.

## 기획의도
선(善) 넘는 악(惡)인들의 추악한 욕망 앞에 진실 하나로 맞선 강력2팀 모범형사들의 대역전 수사극

## 제작진

### 연출
- 조남국 : ( SBS 드라마 《사랑을 예약하세요》(조연출), SBS 드라마 《그 가을의 편지》(조연출), SBS 일요아침드라마 《까치네》(공동연출), SBS 드라마스페셜 《8월의 신부》(공동연출), SBS 일요아침연속극 《좋아 좋아》(공동연출), SBS 《오픈 드라마 남과 여》(공동연출), SBS 아침드라마 《이브의 화원》(연출), SBS 드라마스페셜 《홍콩 익스프레스》(연출), SBS 아침드라마 《들꽃》(조연출), SBS 추석특집극 《내 사랑 달자씨》(연출), SBS 드라마스페셜 《완벽한 이웃을 만나는 법》(연출), SBS 주말극장 《유리의 성》(연출), SBS 주말극장 《사랑은 아무나 하나》(공동연출), SBS 주말극장 《이웃집 웬수》(연출), SBS 월화드라마 《추적자 THE CHASER》(연출), SBS 월화드라마 《황금의 제국》(연출), JTBC 금토드라마 《라스트》(연출), JTBC 금토드라마 《판타스틱》(연출), JTBC 금토드라마 《언터처블》(연출), JTBC 월화드라마 《모범형사》(연출) 등 연출 )

### 극본
- 최진원 : ( 영화 《기다리던 손님》 (각본&감독), 영화 《일지선》 (조명), 영화 《패밀리》 (각본&감독), 영화 《까불지마》 (각본), 영화 《미스터 소크라테스》 (각본&감독), 영화 《대한이, 민국씨》 (각색&감독), 영화 《울학교 이티》 (각본), 영화 《불량남녀》 (각본), 영화 《체포왕》 (각본), MBC 시트콤 《두 아빠》 (공동 집필), MBC 특집드라마 《1961년생》(공동집필), MBC 월화 미니시리즈《사랑》(조연출), MBC 수목미니시리즈 《해바라기》(공동집필), MBC 일일시트콤 《논스톱》(공동집필), MBC 일일시트콤 《뉴 논스톱》(공동집필), MBC 일일시트콤 《볼수록 애교만점》(공동집필), KBS2 드라마스페셜 연작시리즈 《아들을 위하여》(집필), KBS2 월화 미니시리즈 《빅맨》(집필), KBS2 수목 미니시리즈 《복면검사》(집필), JTBC 금토드라마 《언터처블》(집필), JTBC 월화드라마 《모범형사》(집필) 등 집필 )

## 등장 인물

### 주요 인물
- 손현주 : 강도창 역 - 인천서부경찰서 강력 2팀 경사
- 장승조 : 오지혁 역 - 인천서부경찰서 강력 2팀 경위

### 티제이 그룹
- 김효진 : 천나나 역 - 티제이 그룹 이사, 죽은 태호의 아내. 상우의 의붓여동생. 티제이 그룹 회장. 성대의 딸.
- 정문성 : 우태호 역 - 티제이 그룹 법무팀장, 나나의 남편. 희주의 불륜 상대.
- 최대훈 : 천상우 역 - 티제이 그룹 회장, 수연의 아버지. 나나의 오빠.
- 홍서영 : 문보경 역 - 티제이그룹 법무팀 직원, 상범의 딸.
- 박원상 : 최용근 역 - 티제이그룹 법무팀 과장, 지혁의 전 직장 동료. 티제이 유통 계열사 사장.
- 송영창 : 천성대 역 - 티제이그룹 회장, 상우와 나나의 아버지.

### 경찰서 사람들
- 손종학 : 문상범 역 - 인천서부경찰서 총경
- 조희봉 : 우봉식 역 - 인천서부경찰서 강력 2팀 경감
- 차래형 : 권재홍 역 - 인천서부경찰서 강력 2팀 경사
- 김지훈 : 변지웅 역 - 인천서부경찰서 강력 2팀 경사
- 정순원 : 지만구 역 - 인천서부경찰서 강력 2팀 경장
- 김명준 : 심동욱 역 - 인천서부경찰서 강력 2팀 경장

### 서울 광역수사대
- 이중옥 : 장기진 역 - 서울경찰청 광역수사대 특별수사팀장
- 차순배 : 정치수 역 - 서울경찰청 광역수사대장
- 홍상표 : 조진철 역 - 서울경찰청 광역수사대 특별수사팀 형사
- 심재현 : 박상훈 역 - 서울경찰청 광역수사대 특별수사팀 형사

### 강도창의 가족
- 백은혜 : 강은희 역 - 도창의 여동생
- 이하은 : 이은혜 역 - 이대철의 딸
- 양희원 : 김재웅 역 - 은희의 아들

### 그 외 사람들
- 박근형 : 정인범 역 - 희주의 할아버지
- 하영 : 정희주 역 - 살인사건 피해자
- 백상희 : 김민지 역 - 강남 헤어숍 원장, 수연의 어머니.
- 조태관 : 마이클 차 역 - 맥퀸코리아 대표, 나나의 동창
- 김규백 : 김형복 역 - 절도사건 용의자
- 이주실 : 형복의 어머니 역
- 김인권 : 이성곤 역 - 마을버스 운전기사, 흰 가운 연쇄살인사건의 진범.
- 박예니 : 로라 케인 역 - 성곤의 의붓여동생
- 천영민 : 정유나 역
- 천동빈 : 정창규 역
- 이석 : 기동재 역
- 최경민
- 미상 : 조상필 역
- 이호철 : 구재춘 역
- 미상 : 사이버 렉카 역
- 이현균 : 티제이 그룹 변호사 역
- 미상 : 대검차장 역
- 미상 : 심동욱의 교통 범죄 수사과 소속 동기 역
- 미상 : 대포차 업주 역
- 미상 : 구재춘의 조직원 역
- 황재열 : 기동수 역 - 기동재의 형
- 백수장 : 동욱의 형 역

### 특별출연
- 박효주 : 혜옥 역 - 도창의 옛 연인
- 오정세 : 오종태 역 - 지혁의 사촌 형
- 고창석 : 차문호 역 - 인천지검 검사
- 신동미 : 윤상미 역 - 경감, 인천지방경찰청 청문담당관실 수사관. 도창의 후배.
- 이나라 : 도창의 맞선녀 역

## 시청률
최저 시청률과 최고 시청률은 시청률 조사회사와 지역별로 시청률에 차이가 있을 수 있습니다.
| 2022년 | 2022년   | 2022년         | 2022년       | 2022년 |
| 회차   | 방송일   | AGB 시청률     | AGB 시청률   |        |
| 회차   | 방송일   | 대한민국(전국) | 서울(수도권) |        |
| ------ | -------- | -------------- | ------------ | ------ |
| 제1회  | 7월 30일 | 3.720%         | 3.969%       |        |
| 제2회  | 7월 31일 | 4.720%         | 5.004%       |        |
| 제3회  | 8월 6일  | 4.208%         | 4.112%       |        |
| 제4회  | 8월 7일  | 5.963%         | 5.951%       |        |
| 제5회  | 8월 13일 | 4.271%         | 4.027%       |        |
| 제6회  | 8월 14일 | 4.664%         | 4.615%       |        |
| 제7회  | 8월 20일 | 5.028%         | 5.304%       |        |
| 제8회  | 8월 21일 | 6.995%         | 7.065%       |        |
| 제9회  | 8월 27일 | 4.756%         | 5.070%       |        |
| 제10회 | 8월 28일 | 5.657%         | 6.248%       |        |
| 제11회 | 9월 3일  | 5.507%         | 5.501%       |        |
| 제12회 | 9월 4일  | 5.982%         | 5.798%       |        |
| 제13회 | 9월 10일 | 4.253%         | 4.304%       |        |
| 제14회 | 9월 11일 | 5.984%         | 6.060%       |        |
| 제15회 | 9월 17일 | 5.250%         | 5.578%       |        |
| 제16회 | 9월 18일 | 8.081%         | 7.820%       |        |

## 참고 사항
- 조남국 PD와 최진원 작가는 《언터처블》, 《모범형사》에 이어서 세 번째로 의기투합하게 되는 계기가 되었다.
- 조남국 PD와 손현주는 《완벽한 이웃을 만나는 법》, 《이웃집 웬수》, 《추적자 THE CHASER》, 《황금의 제국》, 《모범형사》에 이어서 여섯번째로 호흡을 맞추는 계기가 되었다.
- 송영창은 2022년에 방송된 JTBC 주말드라마 《클리닝 업》에 이어서 본 작품에도 연달아 출연하는 계기가 되었다.

## OST
- Part.1 Davey Nate - Good Times (2022.08.06 발매)
- Part.2 임윤성 - Come and knock (Guitar Ver.) (2022.08.13 발매)

## 같이 보기
- 대한민국의 텔레비전 드라마 목록 (ㅁ)
- 2022년 대한민국의 텔레비전 드라마 목록